# آدناگولوو
آدناگولوو (انگلیسی: Adnagulovo) یک شهرک در شهرستان تویمازینسکی استان باشقیرستان کشور روسیه است.